# Mašja a Mašjánag
Mašja a Mašjánag jsou prvotním lidským párem v zarathuštrické mytologii. Podle středoperského Bundahišnu se zrodili z prvního člověka Gajómarta, který byl zabit daévy a jehož semeno bylo přijato Spandármad, která byla zároveň jeho matkou i sestrou. Z toho spojení se zrodila reveň, z které se narodili Mašja a Mašjánag. Zároveň s prvním párem se však také zrodilo deset či dvacetčtyři předků lidských plemen, která obývají centrální kontinent Chvaníras. Podle Dénkartu, dalšího středoperského textu, bylo Mašjovi odhaleno Ahura Mazdovo zjevení, stejně jako před ním Gájomartovi, a poté skrze jeho syna Síjámaka lidstvu, a Mašja byl také prvním králem.
V manicheismu se jako první pár označují Géhmund a Murdjánag, tedy Gájomart a Mašjánag.